# چاک زیتو
چاک زیتو (به انگلیسی: Chuck Zito) (زاده ۱ مارس ۱۹۵۳) بازیگر آمریکایی است.
از فیلم‌های معروف او می‌توان به بازی در فیلم به من برس و هیئت منصفه اشاره کرد.